# Каранпур – Рудрапур
Каранпур – Рудрапур – газопровід на півночі Індії, який подав блакитне паливо до ряду районів у штатах Уттар-Прадеш та Уттаракханд. 
Газопровід, який ввели в дію у 2012- 2013 роках, фактично є відгалуженням від трубопроводу Аурая – Дадрі. Його початкова ділянка має довжину у 102 км та виконана у діаметрі 300 мм. Вона звершується у Кашіпурі (Kashipur), звідки блакитне паливо може транспортуватись по двом ділянкам з діаметром 200 мм: 
- на північний схід до Рудрапура довжиною 46 км;
- на захід до міста Мурадабад довжиною 23 км.
Проектна пропускна здатність об’єкту становить 2,5 млн м3 на добу.
Через трубопровід отримують живлення ТЕС Каширпур та ТЕС Гама.